# Eteroforia
Il termine eteroforia, è riferito ad un'anomalia della funzione visiva, e meglio inteso come strabismo latente. Al contrario dello strabismo manifesto e visibile, l'immagine visiva viene mantenuta fusa nel campo visivo, ma a costo di un costante sforzo dei muscoli oculari che può portare ad affaticamento e a mal di testa. Tale difetto è spesso associato con senso di pressione al globo oculare, soprattutto quando entrambi gli occhi si spostano lateralmente. Il difetto risiede in una leggera anormalità dei muscoli oculari o del nervo oculomotore. L'eteroforia può essere corretta mediante l'uso di una lente prismatica, tuttavia in casi più gravi è necessario l'intervento chirurgico.

## Etimologia
Deriva dal greco heteros ovvero "altro" e phoros "che porta".

## Complicanze
L'eteroforia può comportare  ambliopia.